# Illa Donwahi
Pour les articles homonymes, voir Donwahi.
Illa Donwahi, née en 1959, est une économiste et femme d’affaires ivoirienne, également cofondatrice et présidente de la Fondation Donwahi, une fondation privée de promotion d’art contemporain de Côte d’Ivoire.

## Biographie
Née en 1959, elle est issue d’une famille devenue influente en Côte d’Ivoire à la suite de l'indépendance du pays. Elle est la fille de Thérèse Yamaman et de Charles Bauza Donwahi. Charles Bauza Donwahi est un homme politique ivoirien qui a été président pendant cinq ans de l’Association des Étudiants Ivoiriens en France, tissant un réseau parmi une partie de la future élite politique du pays. Puis, de retour en Afrique de l’Ouest, il y fait une carrière politique. Il est notamment ministre de l’Agriculture et de la Coopération de Félix Houphouët-Boigny, de 1961 à 1963. Charles Bauza Donwahi est accusé de complot en 1963 comme des dizaines de personnalités politiques ivoiriennes dans la même période (complots démentis par la suite). Il est emprisonné puis libéré en 1966. Une libération dont elle conserve des souvenirs contrastés d’enfant : « On l’attendait dans l’une de nos maisons, à Cocody , près du lycée technique. La seule qu’on avait consenti à nous rendre à l’époque. Et puis il est arrivé. On ne le connaissait plus. Mais je le trouvais si beau. Il nous a fallu dix ans pour nous reconstruire. ».
Illa Donwahi est également la sœur d’Alain-Richard Donwahi, devenu plus récemment, en 2017, ministre des Eaux et Forêts.
Elle effectue des études supérieures aux États-Unis, plus précisément au Claremont Colleges, en Californie. Puis elle revient dans son pays natal, travaillant au sein d’entreprises privées agro-alimentaires. En 2000, elle est présidente du GEPEX (Groupement des exportateurs de café et cacao de Côte-d’Ivoire), puis, entre 2008 et 2011 vice-présidence du Comité de gestion de la filière café-cacao pour le compte de l’État Ivoirien. Elle reste active dans l’agro-industrie (comme producteur de caoutchouc et d’huile essentielle de bergamote), mais s’implique en parallèle dans différents projets sociaux-culturels.
Ses parents étaient collectionneurs d’art. Elle-même est passionnée d’art contemporain. En 2007/2008, elle crée avec quelques amis, notamment Simon Njami, écrivain et commissaire d’exposition, et Marème Samb, chef d’entreprise sénégalaise, déjà à la tête de la galerie camerounaise Mam, à Douala, une Fondation Donwahi. Cet fondation gère un ensemble culturel à Abidjan (espace d’exposition, restaurant, espace wifi, espace de projection cinématographique, etc.), qui réutilise une ancienne maison de la famille, et se veut conforme comme lieu d'exposition d'art aux standards internationaux,.
La première exposition, intitulée Passion secrète, présente des œuvres issues de plusieurs collections privées ivoiriennes. Le lieu ferme en 2011-2012 à la suite de la crise qui suit l’élection présidentielle de 2010, mais rouvre en 2013. Parmi les événements artistiques les plus significatifs, la collection photographique de Sindika Dokolo, retraçant un siècle de cet art en Afrique, y est présentée, ainsi que les travaux de Samuel Fosso et d’Ananias Leki Dago. La fondation fait connaître au public ivoirien des artistes peintres africains, comme Bili Bidjocka, mais programme aussi dans ses murs des artistes occidentaux. « Nous ne nous sentons pas obligés de ne travailler qu’avec des Africains. Qui imaginerait qu’une galerie française ne doit montrer que des Français ? », explique-t-elle,.